# Jakobshäuschen
Jakobshäuschen, früher auch Lockshäuschen genannt, ist eine Ortslage in der bergischen Großstadt Solingen.

## Lage und Beschreibung
Jakobshäuschen befindet sich im äußersten Westen des Stadtbezirks Solingen-Mitte an der Landesstraße 67, der Mangenberger Straße, die Mangenberg und Aufderhöhe miteinander verbindet. Die Straße verläuft auf einem Höhenrücken zwischen dem Viehbachtal im Norden und dem Nacker Bachtal im Süden. Der ursprünglich auf freiem Feld entlang der Straße liegende Ort Jakobshäuschen ist heute in der geschlossenen Bebauung aufgegangen, an ihn erinnert noch eine nach Süden abzweigende Straße Jakobshäuschen. 
Benachbarte Orte sind bzw. waren (von Nord nach West): Untengönrath, Waldheim, Bellenhäuschen, Kotten, Kotter Hammer, Nacken, Hoffnung, Hübben, Waardt und Scheuren. 

## Etymologie
Der Ortsname leitet sich von dem Personennamen Jakob ab.

## Geschichte
In der Karte Topographia Ducatus Montani, Blatt Amt Solingen, von Erich Philipp Ploennies aus dem Jahre 1715 ist der Ort mit einer Hofstelle verzeichnet und als lockshüsg benannt. Er wurde in den Ortsregistern der Honschaft Katternberg innerhalb des Amtes Solingen geführt. Die Topographische Aufnahme der Rheinlande von 1824 verzeichnet den Ort als Lockshäuschen. Die Preußische Uraufnahme von 1844 verzeichnet den Ort nur unbenannt neben dem benachbarten Bellenhäuschen. In der Topographischen Karte des Regierungsbezirks Düsseldorf von 1871 ist der Ort ebenfalls unbenannt verzeichnet.
Nach Gründung der Mairien und späteren Bürgermeistereien Anfang des 19. Jahrhunderts gehörte Jakobshäuschen zur Bürgermeisterei Höhscheid und lag dort in der Flur II. (Pilghausen). Die Stadtgrenze zu Merscheid bzw. zu Wald war der Verlauf der Mangenberger Straße, da Jakobshäuschen südlich der Straße lag, fiel der Ort an Höhscheid.  
In der Mitte der 1860er Jahre wurde südlich von Jakobshäuschen die Stichbahnstrecke zwischen dem Solinger Bahnhof am Weyersberg und Ohligs trassiert. Die Bauarbeiten wurden 1867 beendet. Nach dem Bau der Müngstener Brücke entstand aus der Strecke die heutige Bahnstrecke Solingen–Remscheid. Mit der Städtevereinigung zu Groß-Solingen im Jahre 1929 wurde Jakobshäuschen ein Ortsteil Solingens. An den Ort erinnert bis heute ein Straßenname. Ansonsten weist nichts mehr auf den Ort hin, er ist in der baulichen Verdichtung in der Nachkriegszeit vollständig aufgegangen.